# Placidochromis vulgaris
Placidochromis vulgaris är en fiskart som beskrevs av Mark Hanssens 2004. Placidochromis vulgaris ingår i släktet Placidochromis och familjen Cichlidae. Inga underarter finns listade i Catalogue of Life.